# Romuald Kamiński
Romuald Kamiński (Janówka, Lublin, 7 de febrero de 1955) es un obispo católico polaco. Desde el 8 de diciembre de 2017 se desempeña como obispo de Varsovia-Praga.

## Biografía
Entre 1975 y 1981 estudió en el Seminario Teológico Superior Metropolitano de Varsovia, y en 1981 también en el Estudio Académico de Teología Católica de Varsovia. Obtuvo una maestría en teología en el campo de la patología. Fue ordenado sacerdote el 7 de junio de 1981 en Varsovia por el obispo auxiliar local Jerzy Modzelewski. Fue incardinado en la arquidiócesis de Varsovia.
Entre 1981 y 1983 trabajó como vicario en la parroquia de Nuestra Señora Reina de Polonia en Otwock. De 1983 a 1992 se desempeñó como administrador de la Casa de los Arzobispos de Varsovia y secretario de la Secretaría del Primado de Polonia. Al mismo tiempo, fue capellán del primado Józef Glemp. En 1992 se convirtió en canciller de la curia episcopal de la recién creada diócesis de Varsovia-Praga. También pasó a ser miembro del colegio de consultores y del consejo sacerdotal de esta diócesis. En 1998 recibió la dignidad de capellán de Su Santidad.
El 8 de junio de 2005, el Papa Benedicto XVI lo nombró obispo auxiliar de la diócesis de Ełk y obispo titular de Aguntum. Fue consagrado obispo el 23 de junio de 2005 en la Catedral de St. Wojciech, en Elk, por Józef Kowalczyk.Adoptó el lema episcopal "Sub Tuum praesidium" (Bajo tu protección).
El 14 de septiembre de 2017, el Papa Francisco lo transfirió al cargo de obispo coadjutor de la diócesis de Varsovia-Praga, cargo que asumió el 19 de septiembre de 2017. El 8 de diciembre de 2017, después de que el Papa aceptara la renuncia del arzobispo Henryk Hoser, asumió el cargo de obispo diocesano.

## Honores y reconocimientos
- Medalla de la Comisión Nacional de Educación (2019)[11]